# Esther Hicks
Esther Hicks (Coalville, 5 de março de 1948), nascida Esther Weaver, é uma autora estadunidense. Coescreveu nove livros com seu marido Jerry Hicks, realizou diversas palestras sobre a lei da atração e apareceu na versão original do filme O Segredo. Segundo Esther Hicks, seus livros são traduzidos de um grupo de entidades não-físicas chamadas de Abraham.